# Monte Carlo Masters 2016
Il Monte Carlo Masters 2016, per motivi di sponsorizzazione conosciuto anche come Monte Carlo Rolex Masters 2016, è stato un torneo di tennis maschile giocato sulla terra rossa. È stata la 109ª edizione del Monte Carlo Masters, sponsorizzato dalla Rolex, facente parte della categoria ATP Tour Masters 1000 nell'ambito dell'ATP World Tour 2016. Il torneo si è tenuto al Monte Carlo Country Club di Roquebrune-Cap-Martin in Francia, vicino a Monte Carlo nel Principato di Monaco, dal 10 al 17 aprile 2016.

## Partecipanti

### Teste di serie
| Nazionalità | Giocatore             | Ranking* | Testa di serie |
| ----------- | --------------------- | -------- | -------------- |
| Serbia      | Novak Đoković         | 1        | 1              |
| Regno Unito | Andy Murray           | 2        | 2              |
| Svizzera    | Roger Federer         | 3        | 3              |
| Svizzera    | Stan Wawrinka         | 4        | 4              |
| Spagna      | Rafael Nadal          | 5        | 5              |
| Rep. Ceca   | Tomáš Berdych         | 7        | 6              |
| Spagna      | David Ferrer          | 8        | 7              |
| Francia     | Jo-Wilfried Tsonga    | 9        | 8              |
| Francia     | Richard Gasquet       | 10       | 9              |
| Canada      | Milos Raonic          | 12       | 10             |
| Belgio      | David Goffin          | 13       | 11             |
| Austria     | Dominic Thiem         | 14       | 12             |
| Francia     | Gaël Monfils          | 16       | 13             |
| Spagna      | Roberto Bautista Agut | 17       | 14             |
| Francia     | Gilles Simon          | 19       | 15             |
| Francia     | Benoît Paire          | 22       | 16             |

* Ranking al 4 aprile 2016.

### Altri partecipanti
I seguenti giocatori hanno ricevuto una wild card per il tabellone principale:
- Marco Cecchinato
- Lucas Pouille
- Andrej Rublëv
- Fernando Verdasco

I seguenti giocatori sono passati dalle qualificazioni:

- Tarō Daniel
- Damir Džumhur
- Daniel Gimeno Traver
- Pierre-Hugues Herbert
- Filip Krajinović
- Stéphane Robert
- Jan-Lennard Struff

Il seguente giocatore è entrato nel tabellone principale come lucky loser:
- Marcel Granollers

## Punti e montepremi
Poiché il Masters di Monte Carlo è un Masters 1000 non obbligatorio ha una speciale regola per il punteggio: pur essendo conteggiato come un torneo 500, i punti sono quelli di un Masters 1000. Il montepremi complessivo è di 3 748 926€.
| Torneo    | Torneo              | V       | F       | SF      | QF     | 3T     | 2T     | 1T     | Q  | Q2    | Q1    |
| Singolare | Punti               | 1000    | 600     | 360     | 180    | 90     | 45     | 10     | 25 | 16    | 0     |
| Singolare | Premi in denaro (€) | 717.315 | 351.715 | 177.015 | 90.010 | 46.740 | 24.640 | 13.305 | –  | 3.065 | 1.565 |
| Doppio    | Punti               | 1000    | 600     | 360     | 180    | –      | 90     | 0      | –  | –     | –     |
| Doppio    | Premi in denaro (€) | 222.150 | 108.750 | 54.550  | 28.000 | –      | 14.470 | 7.640  | –  | –     | –     |

## Campioni

### Singolare
Rafael Nadal ha sconfitto in finale  Gaël Monfils con il punteggio di 7–5, 5–7, 6–0.
- È il sessantottesimo titolo in carriera per Nadal, primo della stagione, nono a Montecarlo e ventottesimo titolo ATP Tour Masters 1000.

### Doppio
Pierre-Hugues Herbert /  Nicolas Mahut hanno sconfitto in finale  Jamie Murray /  Bruno Soares con il punteggio di 4–6, 6–0, [10–6].